# Conseil de bande
Au Canada, un conseil de bande est l'assemblée des élus gouvernant une bande indienne. Il s'agit d'un niveau de gouvernement spécial pour les autochtones défini par la Constitution canadienne de 1982. Le fonctionnement et la gestion politique des conseils de bande est défini par la Loi sur les Indiens de 1876. Cette dernière légifère pour définir le conseil de bande et sa composition ainsi que l'éligibilité aux postes de chef et de conseiller. Les femmes sont admises aux postes de chef et de conseillers depuis 1951. Elle légifère également sur la gestion des finances et de la réserve de la bande. Le système électif a été imposé aux Premières Nations par les colons européens.
Les conseils de bande sont responsables, entre autres, de la santé, de l'éducation, de la culture, de l'habitation, de l'emploi, de la justice, de l'environnement, de la police, de l'aide sociale et du développement économique. Dans la majorité des réserves, le conseil de bande est le plus grand employeur. Du point de vue financier, les conseils de bande dépendent presque entièrement du gouvernement fédéral puisqu'il n'y a pas de taxes foncières sur les réserves comme c'est le cas dans les municipalités. Dans certains cas, les conseils de bande opèrent des infrastructures qui génèrent des revenus.